# 1352

## أحداث
- نهاية وباء الطاعون، الذي اجتاح أنحاء أوروبا منذ 1347، وعرف باسم الموت الأسود.
- غلاروس وتسوغ تنضمان إلى الاتحاد السويسري.
- إنوسنت السادس يخلف البابا كليمنت السادس.
- الرحالة المغربي ابن بطوطة يذكر وجود آلات تيدينيت وبالافون الموسيقية بقصر مانسا موسى.
- سليمان باشا، ابن السلطان العثماني أورخان غازي، يعبر البوسفور ويستولي على قلعة في شبه جزيرة غاليبولي، أول الأراضي الأوروبية التي تسيطر عليها الإمبراطورية العثمانية.

## مواليد
- فيتاوتاس، أحد أشهر حكام ليتوانيا في العصور الوسطى.

## وفيات
- 6 ديسمبر كليمنت السادس (ولادة:1291م).
- الحاكم بأمر الله الثاني خليفة عباسي.